# Стрибог
Стрибог (още Стриба бога, Стрибо) е предполагаемо божество, споменато в няколко източнославянски текста от 12 век. Смята се, че той е бог на въздуха, времето, климата; господар на ветровете. Стрибог е и пазител на клетвата, носител на възмездието, което достига всекиго, така както ветровете достигат навсякъде.
Стрибог е представян като зрял мъж, надуващ боен рог, с който призовава ветровете. По тази му характеристика го сравняват с пълководец, т.е. с княз, поради което славянските владетели особено го почитат като покровител на върховната княжеска власт. Неслучайно Стрибог присъства и във „върховния пантеон“, установен около 980 г. от руския княз Владимир I, заедно с боговете Перун, Хърс, Даждбог, Симаргал и богиня Мокош: „… и постави кумир на хлъме въне двора теремного Перуна дерявеньна, а глава ему сьребрена, а ус злат, и Хърса бога, и Даждбу бога, Стриба бога, и Семаргла, и Мокош“.
В древноруската поема „Слово за похода на Игор“ се казва: „Се ветри, Стрибожьи внуци, веют с моря стрелами на храбрыя плъкы Игоревы“. Също е споменат в руската хроника „Слово Иоанна Златоуста (како первое погани веровали в идолы и требы им клали)“.
Съпруга на Стрибог била богинята на ветровете Немиза, а синът му се наричал Провей (Догожд, рус. Догода, Погода) – крилатият млад бог на западния есенен вятър.